# Mona Kasten
Mona Kasten (geboren 1992 in Hamburg) ist eine deutsche Schriftstellerin. Sie wurde mit den Romanen aus der Reihe Save bekannt, die 2024 unter dem Titel Maxton Hall – Die Welt zwischen uns als Serie bei Prime Video veröffentlicht wurden.

## Leben und Werk
Mona Kasten studierte Bibliotheks- und Informationsmanagement und arbeitet seither als Romanautorin. Im Juni 2018 standen ihre Romane Save me und Save you auf Platz eins und zwei der Paperback-Bestsellerliste. Save me wurde 2019 auf der Frankfurter Buchmesse mit dem Platinbuch des Hauptverband des österreichischen Buchhandels ausgezeichnet. 2020 erhielt der Titel Dream Again die Auszeichnung Bester Liebesroman beim LovelyBooks Leserpreis und erreichte Platz eins der Spiegel-Bestsellerliste in der Kategorie Paperback.
Die Schauspieler Milena Karas und Michael-Che Koch sprachen ihre Romane als Hörbücher ein.  Bei BookBeat landete Kasten mit den Vertonungen ihrer Romane auf Rang eins der meistgehörten Autoren im Jahr 2020. Im Mai 2024 wurden die Save-Bücher unter dem Titel Maxton Hall – Die Welt zwischen uns als Serie bei Prime Video veröffentlicht. In den Hauptrollen sind Harriet Herbig-Matten als Ruby und Damian Hardung als James zu sehen.

## Auszeichnungen
- 2016 LovelyBooks Leserpreis in der Kategorie Liebesroman für Begin Again
- 2017 LovelyBooks Leserpreis in der Kategorie Liebesroman für Trust Again
- 2018 LovelyBooks Leserpreis in der Kategorie Liebesroman für Save Me
- 2019 LovelyBooks Leserpreis in der Kategorie Liebesroman für Hope Again
- 2019 Auszeichnung Platinbuch des Hauptverband des Österreichischen Buchhandels für Save Me
- 2020 LovelyBooks Leserpreis Gold in der Kategorie Liebesroman für Dream Again
- 2022 LovelyBooks Community Award Silber in der Kategorie Liebesromane für Lonely Heart
- 2022 LovelyBooks Community Award Gold in der Kategorie Bestes Buchcover für Lonely Heart
- 2023 LovelyBooks Community Award Gold in der Kategorie Liebesromane für Fragile Heart.[6]

## Werke

### Einzelwerke
- Coldworth City. Droemer Knaur, München 2017, ISBN 978-3-426-52041-3.

### Schattentraum-Reihe
- Schattentraum – Hinter der Finsternis. CreateSpace Independent Publishing Platform, 2014, ISBN 978-1502841513.
- Schattentraum – Mitten im Zwielicht. CreateSpace Independent Publishing Platform, 2015, ISBN 978-1514625064.
- Schattentraum – Vor dem Lichtglanz. CreateSpace Independent Publishing Platform, 2015, ISBN 978-1530467020.

### Again-Reihe
- Begin again. Bastei Lübbe, Köln 2017, ISBN 978-3-7363-0247-1.
- Trust again. Bastei Lübbe, Köln 2017, ISBN 978-3-7363-0249-5.
- Feel again. Bastei Lübbe, Köln 2017, ISBN 978-3-7363-0472-7.
- Hope again. Bastei Lübbe, Köln 2019, ISBN 978-3-7363-0834-3.
- Dream again. Bastei Lübbe, Köln 2020, ISBN 978-3-7363-1187-9.

### Maxton-Hall-Reihe
- Save me. Bastei Lübbe, Köln 2018, ISBN 978-3-7363-0643-1.
- Save you. Bastei Lübbe, Köln 2018, ISBN 978-3-7363-0674-5.
- Save us. Bastei Lübbe, Köln 2018, ISBN 978-3-7363-0671-4.

### Scarlet-Luck-Reihe
- Lonely Heart. LYX, Köln 2022, ISBN 978-3-7363-1900-4.
- Fragile Heart. LYX, Köln 2022, ISBN 978-3-7363-1960-8.

### Everfall-Academy-Reihe
- Fallen Princess. LYX, Köln 2023, ISBN 978-3-7363-2148-9.
- Haunted Reign. LYX, Köln 2024, ISBN 978-3-7363-2368-1.